# Arthur I. Boreman
Pour les articles homonymes, voir Boreman.
Arthur Inghram Boreman (né le 24 juillet 1823 – mort le 19 avril 1896) fut le premier gouverneur de l'État de Virginie-Occidentale et un sénateur des États-Unis.

## Biographie
Arthur Boreman naquit à Waynesburg, en Pennsylvanie. Quand il avait quatre ans, sa famille déménagea à Middlebourne dans le comté de Tyler, lequel, à l'époque, faisait partie de la Virginie. En 1861, il présida le second Congrès de Wheeling, qui installa le gouvernement provisoire de Virginie (pour les unionistes, le Restored Government of Virginia, le gouvernement restauré de Virginie), étape dans la création d'un État séparé, la Virginie-Occidentale. Il exerça son mandat de gouverneur de 1863 à 1869, celui de sénateur de 1869 à 1875. Le 30 novembre 1864, il épousa Laurane Tanner Bullock, veuve d'un soldat de l'Union.
Boreman Hall, un dortoir du campus de l'Université de Virginie-Occidentale, porte son nom. La Arthur I. Boreman Elementary School (École élémentaire Arthur I. Boreman) de Middlebourne, comté de Tyler, a été baptisée en son honneur, ainsi que deux écoles élémentaires du comté de Kanawha.